# Hilding Rosenberg
Hilding Constantin Rosenberg, född 21 juni 1892 i Bosjökloster i Skåne, död 19 maj 1985 i Bromma i Stockholm, var en svensk tonsättare, dirigent och musikpedagog. Hilding Rosenberg räknas som en av Sveriges mest betydande tonsättare under 1900-talet[källa behövs].

## Biografi
Hilding Rosenberg föddes i Bosjökloster. Han var den yngste av åtta barn till trädgårdsmästaren Carl Magnus Rosenberg och hans fru Carolina Bothilda Pamp. Från 1909 var han organist i Kalmar och arbetade sedan som konsertpianist, kompositionslärare och för en kort tid som kyrkomusiker i Västra Vemmenhög.
Som tonsättare var han mycket produktiv. Han komponerade sju operor, ett operaoratorium Josef och hans bröder (1946–1948), sju baletter, fyra oratorier, två melodramer, åtta symfonier och andra symfoniska verk, två violinkonserter, en violakonsert, två cellokonserter, en trumpetkonsert, fyra stråkkonserter, teatermusik, musik för radio och film, kammarmusik, pianomusik och orgelmusik, sånger och verk för kör. 1978 gav Rosenberg ut sin självbiografi, Toner från min örtagård.

## Studieåren
Tack vare ett stipendium kunde Hilding Rosenberg 1914 börja studera vid Kungliga Musikhögskolan i Stockholm, och sedan vid Kungliga Musikaliska Akademiens konservatorium i Stockholm. Han studerade piano för Richard Andersson  och komposition och kontrapunkt för Ernst Ellberg samt privat i viss mån för Wilhelm Stenhammar från 1915 till 1917. År 1920 gjorde han en studieresa till Berlin, Dresden, Wien och Paris. Under studier i utlandet i början av 1920-talet blev kontakten med nyklassicismen och Arnold Schönberg betydelsefull. I främst en rad kammarmusikverk och mindre cykliska orkesterverk utvecklade han en lineär, klangligt sträv uttryckskarg stil.
Med de verk med litterärt underlag som kom till under sena 1920-talet och under 1930-talet blev hans tonspråk mera färgrikt. Han skrev musik till nära 50 skådespel, bland dem några antika tragedier, till exempel Kung Oidipus, Antigone och Medea. I dessa är särskilt körerna suggestiva. Med buffaoperorna Resan till Amerika (1932) och Marionetter (1938) samt baletten Orfeus i sta'n (1938) inspirerades han av Carl Milles Orfeus-grupp vid Konserthuset i Stockholm. Vid sidan av sin tonsättargärning bedrev han en givande pedagogisk gärning.

## Dirigent
Sin skicklighet som dirigent fick han genom utbildning hos de tyska dirigenterna Kurt Striegler (1886–1958) och Hermann Scherchen. Från 1932 till 1934 var han dirigent och kapellmästare vid Kungliga Operan i Stockholm. Han arbetade sedan som gästdirigent i många europeiska länder och i USA.

## Musikstil
Stilistiskt tillhörde han den tidiga modernismen. Under sin långa bana som tonsättare var han hela tiden öppen för inspiration och intryck från musikhistorien och samtiden i stort. 1920-talets radikalism övergår under 1930- och 1940-talen till en måttfull modernism med inslag av nyklassicism och vissa drag av romantik. Denna uppvägs av en stramhet som erinrar om Paul Hindemith. Centrala verk från denna tid är symfonierna nr 3, 4 och 5 liksom operan Lycksalighetens ö. Två ofta framförda verk från denna tid är juloratoriet Den heliga natten (1936) samt baletten Orfeus i sta'n (1938). Även filmmusiken till Hets (1944) är välkänd. De tolv stråkkvartetterna (1920–1972) och de åtta symfonierna (1917–1974) är tungt vägande alster i hans produktion.

## Rosenbergs senare produktion

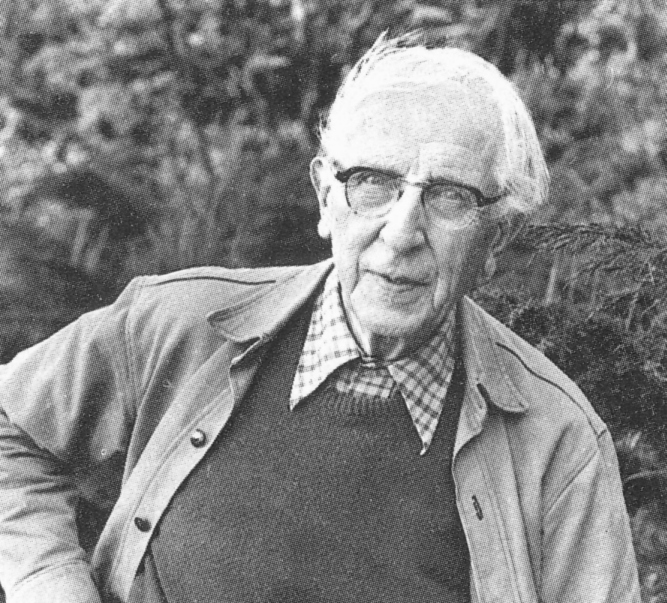
Hilding Rosenberg omkring 1960.

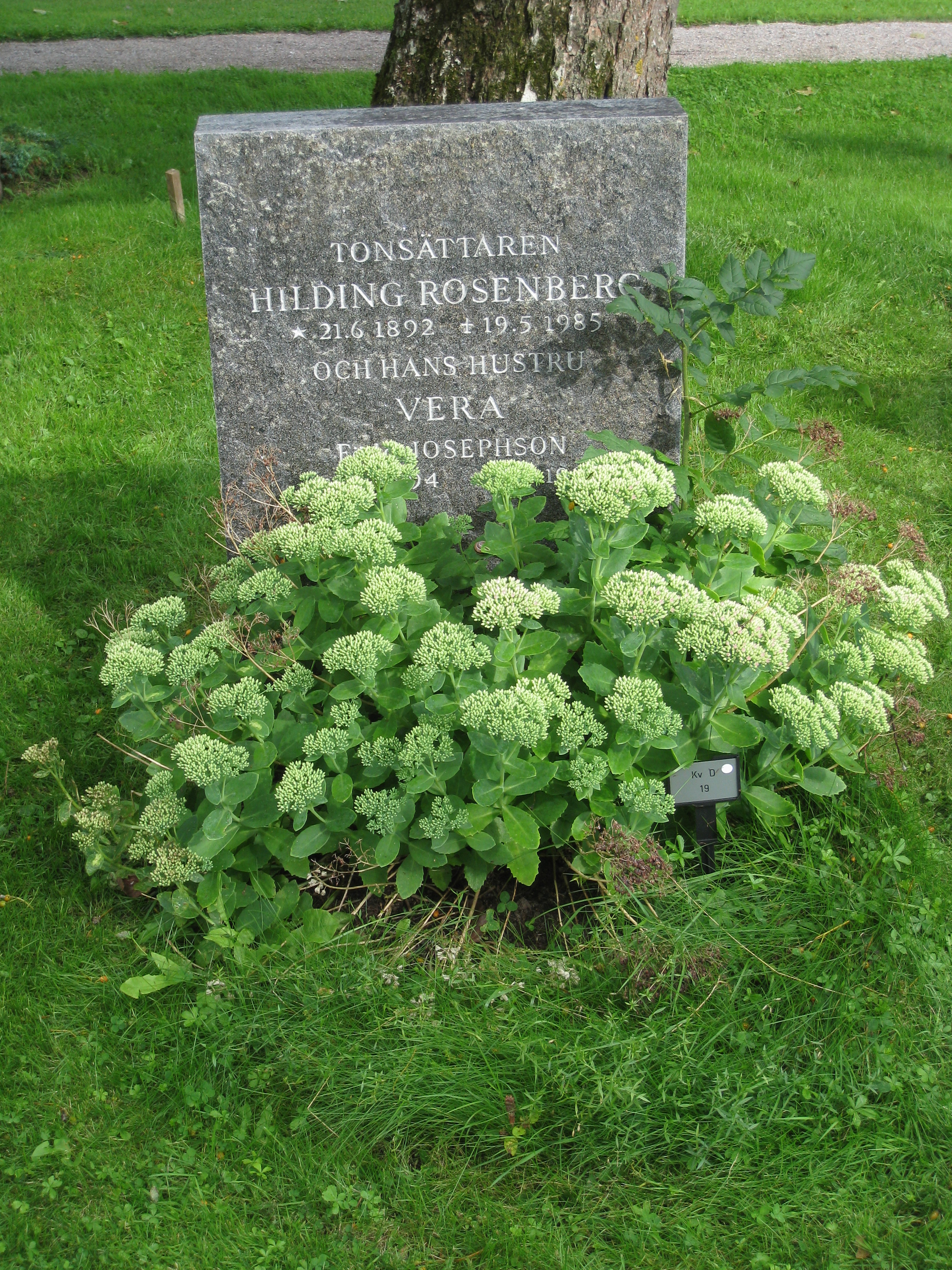
Tonsättaren Hilding Rosenbergs grav på Bromma kyrkogård, och hans hustru Vera, född Josephson.